# August Storck
August Storck est une entreprise agroalimentaire allemande. Elle confectionne différents produits comme par exemple les Werther's Original et les Toffifee. Selon l'International Cocoa Organization, l'entreprise se classe en 2014 à la dixième place des plus gros fabricants de chocolats au monde (2 272 de millions de chiffre d'affaires en dollar américain).